# Franz Thönnes

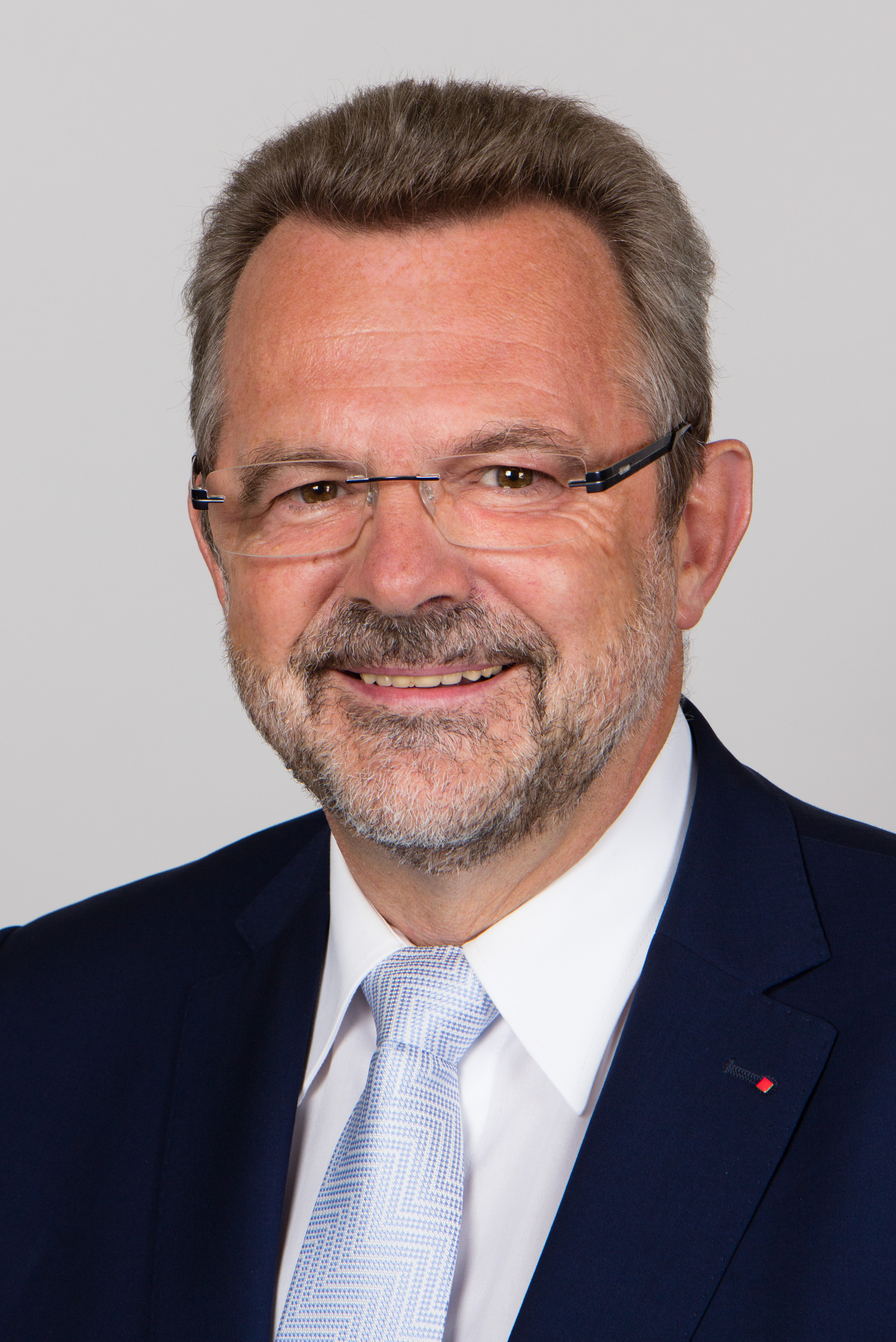
Franz Thönnes (2014)

Franz Thönnes (* 16. September 1954 in Essen) ist ein deutscher Politiker (SPD). Er war in den Jahren 1994 bis 2017 Mitglied des Deutschen Bundestages. Von 2002 bis 2005 war er Parlamentarischer Staatssekretär bei der Bundesministerin für Gesundheit und Soziale Sicherung, danach bis November 2009 Parlamentarischer Staatssekretär beim Bundesminister für Arbeit und Soziales.

## Ausbildung und Beruf
Nach der Mittleren Reife absolvierte Thönnes eine Ausbildung zum Industriekaufmann und war dann in den Jahren 1973 bis 1978 als Verkaufssachbearbeiter tätig. 1978/79 studierte er an der Sozialakademie Dortmund. Von 1979 bis 2002 war er als Sekretär bei der IG Chemie-Papier-Keramik (ab 1997 IG Bergbau, Chemie, Energie) beschäftigt. In den Jahren 1980 bis 1988 war er Bezirkssekretär und von 1988 bis 1994 Geschäftsführer seiner Gewerkschaft in Hamburg.
Franz Thönnes ist verheiratet und hat zwei Söhne.

## Partei
Seit dem Jahr 1978 ist er Mitglied der SPD. In den Jahren 1986 bis 1992 war er Vorsitzender des SPD-Kreisverbandes Stormarn. Von 1997 bis 1999 war er stellvertretender Landesvorsitzender und seit 1999 Landesvorsitzender der SPD Schleswig-Holstein. Auf dem Landesparteitag im April 2003 trat er zur Wiederwahl als Landesvorsitzender an, erhielt jedoch im ersten Wahlgang nur 47,5 %. Daraufhin verzichtete er auf eine erneute Kandidatur im zweiten Wahlgang. Zu seinem Nachfolger wurde Claus Möller gewählt. Die gescheiterte Wiederwahl von Thönnes war vor allem auf das schlechte Abschneiden der SPD bei den Kommunalwahlen zurückzuführen.

## Abgeordneter
In den Jahren 1986 bis 1994 war er Mitglied im Kreistag von Stormarn.
Von 1994 bis 2017 war Thönnes Mitglied des Deutschen Bundestages. Hier war er von November 2000 bis Januar 2001 sozialpolitischer Sprecher und von Februar 2001 bis Oktober 2002 dann stellvertretender Vorsitzender der SPD-Bundestagsfraktion. Seit 2013 war er stellvertretender außenpolitischer Sprecher seiner Fraktion.
Am 14. Juni 2007 hob der Ausschuss für Wahlprüfung, Immunität und Geschäftsordnung Thönnes’ Immunität auf. Die Staatsanwaltschaft Köln ermittelte gegen ihn wegen des Verdachts der Vorteilsannahme, da er im Juli 2003 seine Ehefrau auf eine von der E.on Ruhrgas AG finanzierten Reise nach Norwegen mitgenommen und sie dabei als Angehörige des Bundesministeriums für Gesundheit und Soziale Sicherung ausgegeben haben soll. Thönnes wies die Vorwürfe mit dem Hinweis darauf zurück, dass er die Reise selbst finanziert habe. Das Verfahren wurde wenig später eingestellt, weil sich die von Thönnes in seiner persönlichen Erklärung gemachten Angaben als wahr erwiesen hatten; eine Vorteilsnahme im Amt war damit klar widerlegt.
Franz Thönnes zog 1998 und 2002 als direkt gewählter Abgeordneter des Wahlkreises Segeberg – Stormarn-Nord und sonst stets über die Landesliste Schleswig-Holstein in den Bundestag ein. Zur Bundestagswahl 2013 wurde er auf dem Landesparteitag der SPD-Schleswig-Holstein am 28. April 2013 auf den fünften Platz der Landesliste gewählt. Er erhielt in einer Kampfabstimmung 144 von 188 möglichen Stimmen. Bei der Bundestagswahl 2017 kandidierte Thönnes nicht mehr.
In der 18. Legislaturperiode war er stellvertretender Vorsitzender des Auswärtigen Ausschusses, dem er seit der 17. Legislaturperiode angehörte. Zudem leitete Thönnes die Delegation des Deutschen Bundestages in der Ostseeparlamentarierkonferenz und gehörte der Delegation des Deutschen Bundestages in der parlamentarischen Versammlung der OSZE an.

## Mitgliedschaften
Thönnes leitete die Deutsch-Nordische Parlamentariergruppe im Deutschen Bundestag und war Mitglied der Europa-Union-, der Deutsch-Baltischen-, der Deutsch-Chinesischen Parlamentariergruppe und des Steering Committee des Baltic Sea Labour Forums (BSLF) (vormals Baltic Sea Labour Network).
Darüber hinaus ist er Mitglied der IG BCE, der AWO, des Sozialverbandes Deutschland und Bundesvorsitzender der Deutsch-Norwegischen Freundschaftsgesellschaft e. V. sowie Co-Vorsitzender der Norwegisch-Deutschen Willy-Brandt-Stiftung und auch Vorsitzender des Vereins zur Förderung der Norwegisch-Deutschen Willy-Brandt-Stiftung.
Weitere Mitgliedschaften: Mitglied im Förderkreis "Die Falken", Henstedt-Ulzburg / Mitglied im Freundeskreis der Nordischen Filmtage, Lübeck / Mitglied der Heimvolkshochschule Hustedt e. V. / Kuratoriumsmitglied der internationalen Journalistenprogramme (IJP) / Mitglied im parlamentarischen Beirat des Bundesverbandes Deutscher Stiftungen / Mitglied im Trägerverein KZ-Gedenkstätte Kaltenkirchen Springhirsch e. V. / Mitglied im Verein „Gegen Vergessen – Für Demokratie“ / Mitglied im Beirat des Deutsch-Norwegischen Jugendforums / Amerikagesellschaft, Bad Segeberg / Mitglied im Landeskuratorium Schleswig-Holstein-Hamburg des Internationalen Bundes / Mitglied im Kuratorium der Tafelstiftung Schleswig-Holstein-Hamburg.

## Öffentliche Ämter
Nach der Bundestagswahl 2002 wurde er am 22. Oktober 2002 als Parlamentarischer Staatssekretär bei der Bundesministerin für Gesundheit und Soziale Sicherung in die von Bundeskanzler Gerhard Schröder geführte Bundesregierung berufen.
Nach der Bundestagswahl 2005 wurde er am 23. November 2005 zum Parlamentarischen Staatssekretär beim Bundesminister für Arbeit und Soziales ernannt. Nach dem Antritt der CDU-FDP-Bundesregierung unter Angela Merkel schied er im November 2009 aus diesem Amt.

## Kabinette
- Kabinett Schröder II – Kabinett Merkel I